# Gerd Irrlitz
Gerd Irrlitz (* 3. Juni 1935 in Leipzig) ist ein deutscher Philosoph.

## Leben
Ab 1953 studierte Irrlitz Philosophie und Psychologie an der Universität Leipzig. Nach der Promotion 1968 und der Habilitation 1976 war er von 1993 bis 2000 C4-Professor für das Lehrgebiet Philosophische Propädeutik und Geschichte der Philosophie an der Humboldt-Universität zu Berlin.
Irrlitz war in den 1950er-Jahren Schüler und später Mitarbeiter von Ernst Bloch. Nach Blochs Kritik an der Niederschlagung des Ungarischen Volksaufstands von 1956 und dessen Übersiedelung in die Bundesrepublik musste sich Irrlitz in Buna drei Jahre als Transportarbeiter „bewähren“, seine wissenschaftliche Karriere schien beendet. Doch Irrlitz schaffte es zurück an die Universität, promovierte 1968 über Rosa Luxemburg, fand an die Akademie der Wissenschaften und 1972 an die Humboldt-Universität. Schwierig blieb es für ihn weiterhin, denn er sagte sich nie von Bloch los.
2022 legte Irrlitz eine Biografie über Johann Gottlieb Fichte vor.

## Schriften (Auswahl)
- Hegels Moraltheorie. In: Beiträge zur Geschichtsphilosophie der deutschen Klassik. Collegium Philosophicum Jenense. Heft 4 (hrsg. von Erhard Lange), Hermann Böhlaus Nachfolger, Weimar 1981, S. 170 ff.
- Moral und Methode. Die Struktur in Kants Moralphilosophie und die Diskursethik. Baden-Baden 1994, ISBN 3-7890-3193-3.
- Rechtsordnung und Ethik der Solidarität. Der Strafrechtler und Philosoph Arthur Baumgarten. Berlin 2008, ISBN 978-3-05-004550-4.
- Kant-Handbuch. Leben und Werk. Stuttgart 2015, ISBN 3-476-02613-2.
- Widerstand, nicht Resignation. Eine antifaschistische Widerstandsgruppe der Sozialistischen Arbeiterpartei Deutschlands in Leipzig 1933–1935. Leipzig 2018, ISBN 3-95415-079-4.
- Philosophische Gespräch Heft 66 Die Idee des Sozialismus Leseprobe. Berlin 2021, Helle Panke e. V.
- Johann Gottlieb Fichte: Leben und Werk. Ein deutscher Philosoph in europäischer Umbruchszeit, J. B. Metzler, Berlin 2022, ISBN 978-3-476-05858-4.